# 마리오 카트 월드
"마리오 카트 월드"(일본어: マリオカートワールド, 영어: Mario Kart World)는 닌텐도가 개발하고 배급하여 닌텐도 스위치 2로 2025년에 출시된 카트 경주 게임이다. 이전 마리오 카트 게임들과 마찬가지로, 플레이어는 마리오 캐릭터를 조종하여 상대와 경주한다. 월드에서는 오픈 월드 디자인과 모드, 험지주파 기술, 제거 모드, 그리고 플레이 가능한 캐릭터를 위한 잠금 해제 가능한 의상이 도입되었다. 경주는 이전 마리오 카트 게임보다 두 배 많은 최대 24명의 플레이어를 지원한다.
마리오 카트 월드는 2017년 마리오 카트 8 디럭스 출시 직전에 닌텐도 스위치용으로 개발을 시작했으며, 하드웨어 제약으로 인해 2020년에 스위치 2로 전환되었다. '마리오 카트 9' 대신 '마리오 카트 월드'라는 제목을 선택한 것은 "새로운 접근 방식"을 나타내기 위함이었다. 아사히 아쓰코가 이끄는 팀이 작곡한 사운드트랙은 마리오 프랜차이즈 전반의 테마를 재편곡한 곡을 포함하여 200곡 이상을 수록하고 있다.
닌텐도는 2025년 4월 마리오 카트 월드를 발표했다. 이 게임은 2025년 6월 5일 스위치 2의 출시 게임으로 발매되었다. 이 게임은 게임 플레이와 시리즈 공식의 개선에 대한 칭찬을 받았지만, 특정 디자인 선택에 대한 비판도 있었다.

## 게임플레이
마리오 카트 월드는 카트 경주 게임이다. 이전 마리오 카트 게임들과 마찬가지로, 플레이어는 마리오 시리즈의 캐릭터로 선택 가능한 여러 고카트 중 하나를 타고 경주한다. 이 게임은 50개의 플레이 가능한 캐릭터를 특징으로 한다. 이 중 24개의 캐릭터는 경주 중 간식을 먹으면 잠금 해제되는 대체 의상을 가지고 있으며, 나머지 대부분의 캐릭터는 게임 트랙의 장애물로도 존재한다. 이 게임은 이전 마리오 카트 게임보다 두 배 많은 최대 24명의 플레이어를 지원하며, 오픈 월드 디자인, 자유 로밍 모드, 험지주파 구간, 보트 경주, 레일 그라인딩 및 벽 점프와 같은 기능을 포함한다.
이전 마리오 카트 게임들과 달리, 그랑프리 모드는 네 개의 개별 경주로 구성되지 않고, 레이서들이 각 코스로 직접 운전해야 한다. 그랑프리 외에도, 이전 마리오 카트 게임들처럼 세 바퀴를 도는 트랙에서 경주하는 것이 가능하다. 마리오 카트 월드에는 게임의 오픈 월드 디자인에 맞게 재구상되고 낮에서 밤으로의 전환이 포함된, 시리즈의 일부 과거 코스가 등장한다. 또한, 녹아웃 투어(Knockout Tour)라는 새로운 모드가 게임에 도입되었다. 이 모드에서는 24명의 레이서가 게임 세계를 가로지르는 훨씬 긴 경주에서 경쟁하며, 6개의 중간 체크포인트마다 4명씩 제거된다.
배틀 모드는 이전 게임들에서 다시 돌아왔다. 플레이어는 풍선 배틀에서 서로의 풍선을 터뜨리거나 코인 러너스에서 가장 많은 코인을 모으기 위해 경쟁한다. 맵 전체를 수평으로 뒤집는 "미러 모드"도 이전 게임들에서 다시 돌아왔다.
월드에는 "자유 로밍(Free Roam)"이라는 또 다른 새로운 모드가 도입되었다. 플레이어는 비포장도로나 경주 트랙 밖을 포함하여 어떤 장소로든 운전할 수 있다. 수집품 찾기와 같은 수많은 미션이 이 모드에 존재한다. 또한, 플레이어는 자신이 선택한 드라이버의 사진을 찍을 수도 있다. IGN의 리베카 발렌타인(Rebekah Valentine)은 이 모드가 오픈 월드 레이싱 게임인 포르자 호라이즌 (2012)과 유사하다고 언급했다.

## 개발
닌텐도는 마리오 카트 8 디럭스 출시 직전인 2017년 3월, 닌텐도 스위치용 마리오 카트 월드의 프로토타입 제작을 시작했다. 그 해 말, 닌텐도 기획제작본부는 게임 개발을 공식적으로 시작했다. 시리즈 프로듀서인 야부키 코스케는 마리오 카트 8 디럭스에서 전통적인 게임 플레이 공식이 완성되었다고 생각했기 때문에, 새로운 작품이 오픈 월드를 통해 시리즈 게임 플레이 공식에 혁신을 가져오기를 원했다. 이 게임은 개발 초기 단계부터 '마리오 카트 9' 대신 '마리오 카트 월드'라는 제목이 붙여졌다. 개발자들은 이 게임이 완전히 새로운 접근 방식이 되기를 의도했다. 새로운 플레이 가능한 캐릭터 대부분은 게임 트랙의 장애물로도 존재한다. 아트 디렉터 이시카와 마사아키(Masaaki Ishikawa)에 따르면, 한 디자이너가 무무 목장 트랙의 소가 트럭을 운전하는 스케치를 그렸고, 이로 인해 코스의 다른 장애물들도 NPC 드라이버가 되었다.
2020년, 24명의 플레이어가 참여하는 오픈 월드 레이싱 게임을 오리지널 스위치 하드웨어에서 최적화하려 할 때 문제가 발생하자, 개발은 닌텐도 스위치 2로 이전되었다. 스위치 2의 하드웨어 사양이 구체화되기 시작하면서 개발자들은 아이디어를 확장할 여유를 얻었다. 마리오 카트 8 디럭스의 "부스터 코스 패스" 다운로드 가능 콘텐츠도 이 시기에 월드 개발을 연장하기 위한 임시방편으로 구상되었다.

### 음악
사운드트랙은 마리오 카트 8 (2014)의 음악 작업에도 참여했던 아사히 아쓰코가 이끄는 닌텐도 음악 팀이 작곡했다. 그녀는 미요시 마아사, 혼다 타쿠히로, 타카쿠와 유타로와 함께 작업했다. 시리즈 최초로 닌텐도는 재즈 퓨전 밴드 Dezolve의 멤버들을 포함한 외부 작곡가들과 협력하여 악보의 일부를 편곡했다. 또한 T-SQUARE의 반도 사토시와 혼다 마사토가 각각 드럼과 관악기 오버더빙에 기여했다.
마리오 카트 월드는 플레이어의 다양한 게임 모드 진행에 맞춰진 동적 음악 전환을 도입했다. 아사히에 따르면, 코스 테마는 전용 인트로와 아웃트로를 포함하여 녹아웃 투어 모드에서 여러 환경을 통해 플레이어가 계속해서 경주할 때 트랙 간의 부드러운 전환을 만들도록 설계되었다. 음악은 플레이어가 각 코스에 접근할 때 기대감을 높이도록 구성되었으며, 끊김 없이 전환되어 메들리와 같은 경험을 제공한다. 자유 로밍과 같은 개방형 모드에서는 팀이 내부적으로 "주크박스"라고 부르는 시스템을 구현하여, 방대한 재편곡된 트랙 라이브러리에서 자동으로 곡을 선택하고 재생한다. 이 시스템을 위해 200곡 이상의 오리지널 편곡이 제작되었으며, 그 중 상당수는 과거 마리오 게임 테마의 새로운 해석이다.

## 출시
2025년 1월 16일, 닌텐도는 마리오 카트 월드의 영상을 포함하여 닌텐도 스위치 2를 발표했다. 비평가들은 이 게임의 아트 스타일이 2023년에 출시된 슈퍼 마리오브라더스 원더와 슈퍼 마리오 브라더스 (영화)와 유사하다고 평가했다. 2025년 4월 2일 닌텐도 다이렉트 프레젠테이션에서 닌텐도는 마리오 카트 월드라는 제목을 발표하고 첫 번째 예고편을 공개했다. 닌텐도는 이 게임이 닌텐도 스위치의 표준 게임 가격보다 20달러 비싸고 대부분의 AAA 게임 표준 에디션보다 비싼 US$79.99에 판매될 것이라고 발표하여 논란을 불러일으켰다. 닌텐도는 4월 17일에 마리오 카트 월드 다이렉트 프레젠테이션을 개최했다. 마리오 카트 월드는 닌텐도 스위치 2와 함께 6월 5일 대부분의 지역에서 출시되었다. 이 게임은 닌텐도 하드웨어 제품의 출시작으로 발매된 최초의 마리오 카트 게임이다.

## 평가
마리오 카트 월드는 리뷰 집계 웹사이트 메타크리틱에서 117개의 리뷰를 바탕으로 100점 만점에 평균 86점을 받아 "대체로 호의적인" 평가를 받았다. 오픈크리틱에 따르면 비평가 중 96%가 이 게임을 추천했으며, 최고 비평가 평균 점수는 100점 만점에 86점이었다. 일본에서는 패미통의 비평가 4명이 이 게임에 총점 40점 만점에 36점을 주었고, 각 비평가는 10점 만점에 9점을 주었다.
IGN의 로건 플랜트(Logan Plant)는 마리오 카트 월드의 세련된 게임플레이와 조작, "기념비적인" 사운드트랙, 새로운 메커니즘, 그리고 녹아웃 투어 모드를 칭찬했다. 그는 "온라인 멀티플레이어 제한", "인터페이스와 잠금 해제에 대한 몇몇 디자인 결정", 그리고 "불균등한" 자유 로밍 실행을 비판했다. 그는 향후 업데이트에 대해 낙관적인 견해를 표명했다. 디스트럭토이드는 이 게임이 "탁월함의 상징"이며 "마리오 카트 프랜차이즈에서 최고의 게임이 될 수도 있다"고 평하며, 녹아웃 투어 모드, 오픈 월드 탐험 및 잠금 해제 가능한 콘텐츠를 칭찬했다. PCMag은 이 게임을 "시리즈를 위한 세대적 도약"이라고 묘사했다. 게임스팟은 새로운 기능과 게임플레이 요소를 칭찬했으며, 무지개 로드 버전이 "역대 최고"라고 말했다. 가디언's의 케자 맥도널드(Keza MacDonald)는 "광범위하고 우스꽝스러운" 레이서 선택을 칭찬했다.
새롭게 도입된 "자유 로밍" 모드에 로컬 협동 멀티플레이어가 부족하다는 비판도 있었다. 이 기능은 이전에 게임에 포함될 것이라고 보도된 바 있다. 또한 온라인 플레이에서 레이스 트랙을 연결하는 새로운 오픈 월드 스타일의 "인터미션" 코스에 대한 강조에 대해서도 엇갈린 반응이 있었다. 버전 1.1.2 업데이트 이전에는 온라인 플레이어 로비에서 전통적인 3바퀴 경주를 제공하는 "무작위" 옵션을 압도적으로 선택했다. 6월 25일에 출시된 1.1.2 업데이트는 "무작위" 옵션이 대부분의 시간 동안 고속도로 스타일의 연결 코스를 선택하도록 강제했는데, 이는 많은 온라인 플레이어들이 로비 설정을 "무작위"로 조정하여 피하고자 했던 코스 유형이었다.

### 판매
패미통은 마리오 카트 월드가 일본에서 4일 만에 782,566장의 실물 판매량을 기록했다고 보도했다. 2025년 6월 22일 현재, 이 게임은 일본에서 1,185,113장의 실물 판매량을 기록했다. 서카나 분석가 맷 피스카텔라(Mat Piscatella)에 따르면, 이 게임은 미국 내 스위치 2 판매량 110만 대 중 약 79%와 함께 판매되었으며, 이는 약 869,000장의 실물 판매량에 해당한다. 또한 스페인에서 약 95,000장이 판매되었다. 마리오 카트 월드는 닌텐도 e숍에서 가장 많이 팔린 게임이 되었다.

## 내용주
1. ↑  추가 개발 지원: 모놀리스 소프트,[‡ 1] 1-UP 스튜디오,[‡ 2] 및 반다이 남코 스튜디오[‡ 3]

1. ↑  “Games” (일본어). Monolith Soft. 2025년 6월 5일에 확인함.
2. ↑  “開発協力” (일본어). 1-Up Studio. 2025년 6월 4일에 확인함.
3. ↑  “Mario Kart World” (미국 영어). Bandai Namco Studios. 2025년 6월 5일. 2025년 6월 5일에 확인함.
4. 1 2  《Ask the Developer Vol. 18: Mario Kart World — Part 1 - News - Nintendo Official Site》 (미국 영어). 닌텐도. 2025년 5월 22일에 확인함 – 유튜브 경유.